# 니시하마역
니시하마역(일본어: 西浜駅)은 일본 효고현 아코시에 위치한 일본화물철도 아코선의 화물역이다. 아코선에 속하는 유일한 화물역이다.

## 구조
본선 북쪽에 구내 측선이 넓게 펼쳐져 있어, 2007년에 그 다수가 철거되어, 현재는 본선과 부본선 각 1개만 있다. 남아있는 선로는 본선과는 접속되어 있지 않다. 부본선은 양방향에 출발신호기가 있기 때문에 대피나 열차 교환으로도 사용되어 하기 위한 것이지만, 선로는 녹슨 채로 사용되고 있어 흔적은 없다. 또한, 침목과 침목 사이에 나무가 자라고 있는 장소도 있어, 사용하고 있는 것은, 선로를 정비하지 않기에는 불가능하다.
예전엔, 역 북쪽의 스미토모 오사카 시멘트 아코 공장으로의 전용선이 있었지만, 1995년에 폐지되었다.

## 역 주변
- 아코 항
- 스미토모 오사카 시멘트 아코 공장

## 역사
- 1966년 10월 1일 : 같은 해 9월에 조업을 개시했던 스미토모 오사카 시멘트 아코 공장 전용선의 분기점으로서, 니시하마 신호장 개설. 역으로는 없지만, 화물 취급 개시.
- 1972년 6월 : 미쓰비시 전기 전용선 개통.
- 1987년
  - 3월 31일 : 역으로 승격해, 니시하마역으로 개칭.
  - 4월 1일 : 일본국유철도 분할 민영화에 의해, 일본화물철도가 승계.
- 1995년 3월 30일 : 스미토모 오사카 시멘트 아코 공장 전용선 폐지.